# Rafael Addison
Rafael Addison (Jersey City, Nueva Jersey, 22 de julio de 1964) es un exbaloncestista estadounidense que jugó seis temporadas en la NBA, cinco en la liga italiana y una más en la liga griega. Con 2,00 metros de estatura, lo hacía en la posición de alero.

## Trayectoria deportiva

### Universidad
Jugó durante cuatro temporadas con los Orangemen de la Universidad de Syracuse, en las que promedió 14,9 puntos, 5,2 rebotes y 2,5 asistencias por partido. en su primera temporada, saliendo desde el banquillo promedió 8,4 puntos por partido, lo que le permitió aparecer en el mejor quinteto de novatos de la Big East Conference. Al año siguiente fue el jugador más mejorado del equipo junto con Pearl Washington, liderando a su equipo en anotación, algo que repetiría al año siguiente, en el que sería incluido en el mejor quinteto de la conferencia. En su última temporada, una lesión hizo que su rendimiento se resintiera, pero a pesar de ello no se perdió ningún partido. Finalmente se quedó a solo 7 puntos de batir el récord de anotación de la universidad que posee Dave Bing.

### Profesional
Fue elegido en la trigésimo novena posición del Draft de la NBA de 1986 por Phoenix Suns, donde jugó una temporada en la que salió en 12 ocasiones como titular, aunque su labor era la de dar minutos de descanso a Walter Davis. Promedió 5,8 puntos y 1,7 rebotes por partido.
Antes del comienzo de la temporada 1987-88 negoció a espaldas del club con el Allibert Livorno de la liga italiana, siendo suspendido por los Suns y firmando finalmente con el equipo transalpino. En Livorno se convirtió en la estrella del equipo, llegando a anotar en su primera temporada en un partido 43 puntos ante la Benetton Treviso. Jugó cuatro temporadas en el equipo, sufriendo en 1989 el descenso a la Serie A2, promediando en total 26,9 puntos y 6,2 rebotes por partido.
En la temporada 1991-92 regresa a la NBA firmando como agente libre por New Jersey Nets. Allí jugó durante dos temporadas, siendo la mejor la segunda, en la que promedió 6,3 puntos y 1,9 rebotes saliendo desde el banquillo. Tras terminar contrato con los Nets, regresó a Italia para jugar en la Benetton Treviso,donde entró ya iniciada la temporada, disputando 19 partidos en los que promedió 14,8 puntos y 3,9 rebotes.
Regresa a su país fichando por los Detroit Pistons, donde firmaría su mejor actuación en la liga estadounidense, jugando como sexto hombre y promediando 8,3 puntos y 3,1 rebotes por partido. Allí consiguió su récor de anotación en la liga profesional, tras conseguir 25 puntos, a los que añadió dos rebotes y dos asistencias, en un partido ante los Charlotte Hornets en el que cayeron derrotados por 28 puntos.
A pesar de su buena actuación en los Pistons, no fue renovado, fichando en la temporada 1995-96 por los Hornets un contrato por dos años. Allí jugó dos temporadas, pero fue uno de los jugadores menos utilizados por su entrenador, Allan Bristow. Al término de la segunda temporada los Hornets renuncian a sus derechos, regresando a Europa para fichar por el PAOK Salónica de la liga griega, pero su rendimiento no convence en el conjunto heleno, jugando sólo 13 partidos en los que promedia 9,0 puntos, antes de ser despedido en el mes de noviembre.

## Estadísticas de su carrera en la NBA

### Temporada regular
| Temporada | Edad | Equipo            | Liga | P   | TIT | MIN  | TC  | TCA | %TC  | 3P  | 3PA | %3P  | TL  | TLA | %TL  | R.OF. | R.DEF. | REB | ASIS | ROB | TAP | PER | FP  | PTS |
| 1986-87   | 22   | Phoenix Suns      | NBA  | 62  | 12  | 11.5 | 2.4 | 5.3 | .441 | 0.3 | 0.8 | .320 | 0.8 | 1.0 | .797 | 0.7   | 1.0    | 1.7 | 0.7  | 0.4 | 0.1 | 0.9 | 1.2 | 5.8 |
| 1991-92   | 27   | New Jersey Nets   | NBA  | 76  | 8   | 15.5 | 2.5 | 5.7 | .433 | 0.2 | 0.6 | .286 | 0.7 | 1.0 | .737 | 0.9   | 1.3    | 2.2 | 0.9  | 0.4 | 0.4 | 0.6 | 1.4 | 5.8 |
| 1992-93   | 28   | New Jersey Nets   | NBA  | 68  | 15  | 17.1 | 2.7 | 6.0 | .443 | 0.1 | 0.5 | .206 | 0.8 | 1.0 | .814 | 0.7   | 1.3    | 1.9 | 0.8  | 0.3 | 0.2 | 0.9 | 1.8 | 6.3 |
| 1994-95   | 30   | Detroit Pistons   | NBA  | 79  | 16  | 22.5 | 3.5 | 7.4 | .476 | 0.3 | 1.1 | .289 | 0.9 | 1.3 | .747 | 0.8   | 2.2    | 3.1 | 1.4  | 0.7 | 0.3 | 1.0 | 3.0 | 8.3 |
| 1995-96   | 31   | Charlotte Hornets | NBA  | 53  | 0   | 9.7  | 1.5 | 3.1 | .467 | 0.0 | 0.2 | .000 | 0.3 | 0.4 | .773 | 0.5   | 1.2    | 1.7 | 0.6  | 0.2 | 0.2 | 0.5 | 1.4 | 3.2 |
| 1996-97   | 32   | Charlotte Hornets | NBA  | 41  | 3   | 8.7  | 1.2 | 3.0 | .402 | 0.2 | 0.5 | .400 | 0.5 | 0.7 | .786 | 0.5   | 0.6    | 1.1 | 0.8  | 0.2 | 0.1 | 0.4 | 1.3 | 3.1 |
| Total     |      |                   | NBA  | 379 | 54  | 15.0 | 2.4 | 5.4 | .449 | 0.2 | 0.6 | .282 | 0.7 | 0.9 | .772 | 0.7   | 1.4    | 2.1 | 0.9  | 0.4 | 0.2 | 0.7 | 1.8 | 5.8 |

### Playoffs
| Temporada | Edad | Equipo          | Liga | P | MIN | TCA | TC | 3PA | 3P | TLA | TL | R.OF. | REB | ASIS | ROB | TAP | PER | FP | PTS | %TC  | %3P  | %FT   | MIN  | PTS | REB | AST |
| 1991-92   | 27   | New Jersey Nets | NBA  | 1 | 9   | 2   | 7  | 1   | 2  | 0   | 0  | 0     | 0   | 1    | 0   | 0   | 0   | 0  | 5   | .286 | .500 |       | 9.0  | 5.0 | 0.0 | 1.0 |
| 1992-93   | 28   | New Jersey Nets | NBA  | 5 | 53  | 7   | 21 | 0   | 0  | 3   | 3  | 3     | 6   | 5    | 3   | 0   | 3   | 3  | 17  | .333 |      | 1.000 | 10.6 | 3.4 | 1.2 | 1.0 |
| Total     |      |                 | NBA  | 6 | 62  | 9   | 28 | 1   | 2  | 3   | 3  | 3     | 6   | 6    | 3   | 0   | 3   | 3  | 22  | .321 | .500 | 1.000 | 10.3 | 3.7 | 1.0 | 1.0 |

## Vida posterior
Tras retirarse del baloncesto en activo, en 1998 regresa a su high school, Snyder H.S., donde ejerce como profesor y como entrenador. Llevó a su equipo a la consecución del campeonato estatal en su cuarta temporada en el banquillo. En el año 2000 fue incluido en el Equipo del Siglo de la Universidad de Syracuse, formado por los mejores 25 jugadores del siglo XX de los Orangemen.